# محمد زكي إسماعيل
محمد زكي إسماعيل هو كاتب صحفي مصري، (من مواليد 3 مايو 1968) في قرية الزعفران بمحافظة كفر الشيخ، تدرج في في العديد من المناصب الصحفية في جريدة الأهرام إلى أن شغل منصب نائب رئيس تحرير الجريدة.

## سيرته
يعد محمد زكي أكبر الكتاب الصحفيين في جريدة الأهرام ،وتدرج في العديد من المناصب إلى أن شغل منصب نائب رئيس تحرير الجريدة، يعد عضواً من أعضاء مجلس النواب المصري.

## ترشحه لمجلس النواب
أعلن محمد زكي ترشحه في السابع عشر من سبتمبر 2020 عن دائرة الزعفران وبيلا ،ونجاحه في الانتخابات في التاسع من ديسمبر 2020.